# Мюррей Перайя
Мюррей Перайя (англ. Murray Perahia; рід. 19 квітня 1947, Нью-Йорк) — американський піаніст сефардського походження.
Мюррей Моше Перайя народився в Бронксі в єврейській родині вихідців із Солуня і його рідною мовою була ладіно. його батько переїхав до США 1935 року, а більша частина родини загинула внаслідок антиєврейського геноциду під час Другої світової війни.
Почав грати на фортепіано з чотирьох років, але систематичні заняття розпочав лише в 15 років. У 17 років вступив до Маннес-коледжу, де навчався у Мечислава Хоршовського. Перайя також займався в літній музичній школі Марлборо у Рудольфа Серкіна. 1972 року Перайя виграв Лідський міжнародний конкурс піаністів, причому його перемога була настільки передбачувана, що інші американські піаністи, дізнавшись про його участь, відкликали свої заявки. З цього часу починається блискуча гастрольна кар'єра Перайї: так, вже наступного року він брав участь у Олдебурзькому фестивалі класичної музики, що проводився Бенджаміном Бріттеном та Пітером Пірсом (пізніше, в 1981 — 1989 рр., Перайя був одним з художніх керівників цього фестивалю). 1975 року Мюррей Перайя став (разом з віолончелістом Лінном Харрелл) першим лауреатом новозаснованому премії Евері Фішера за видатний внесок в американську академічну музику.
У дискографії Перайя переважають твори Моцарта, Бетховена, Шопена, Шумана, Брамса. Особливу популярність придбала здійснена ним запис усіх концертів Моцарта для фортепіано з оркестром, де Перайя не лише виконував соло, а й диригував через фортепіано Англійським камерним оркестром. Крім сольної кар'єри, Перайя також охоче грав в ансамблі — зокрема, з квартетом Гварнері та Будапештським квартетом.
Майстерність Перайя тричі було відзначено премією Греммі: двічі в номінації «Найкраще інструментальне соло» («Англійські сюїти» Баха в 1999 р. та етюди Шопена в 2003 р.) і один раз у номінації «Найкращий камерний ансамбль» (Соната для двох фортепіано та ударних Бели Бартока, 1989, разом з ударником Евелін Гленні та Девідом Коркхіллом та диригентом Георгом Шолто, в цьому випадку виступив як піаніст).